# Staffan Mossenmark
Karl Axel Staffan Mossenmark, född 24 april 1961 i Mjölby, är en svensk tonsättare.
Intresset för vardagsljud och vardagliga saker är av stor vikt i hans komponerande. Ur detta intresse har ett flertal kompositioner och projekt kommit till. Kompositioner som fått stor medial uppmärksamhet är bland andra Ozon I för 33-stämmig blandad kör med elektroniska gratulationskort, Ozon II för 24 glassbilar, Fån för mobiltelefoner, WROOM, konsert för 100 Harley-Davidsonmotorcyklar och Iron, konsert för bodybuilders. 
Enjoy the simple life hette ett projekt som byggde på inspelade vardagsljud från Mossenmarks egen vardag, till exempel joggning, sömn, förtärning av mat och så vidare. Inspelningarna gick att beställa och enligt tonsättaren skulle till exempel en inspelad joggingtur kunna ersätta beställarens egen joggingtur.
Mossenmark komponerar också i mer klassiska former, som till exempel i operan Fru Björks öden och äventyr, baserad på Jonas Gardells roman. Hans andra opera Bortbytingen, beställd av Musikteatern i Värmland, bygger på en saga av Selma Lagerlöf.
Mossenmark kommenterar regelbundet aktuella kulturhändelser tillsammans med Marcus Birro och Nabila Abdul Fattah i Göteborgspostens Kulturpanel.